# 지방도 제730호선
지방도 제730호선은 전북특별자치도 순창군 금과면 방축삼거리에서 남원시 주천면 장안사거리를 잇는 전북특별자치도의 지방도이다.
순창군 순창읍 국도 중복 구간에서 순창 나들목을 통해 광주대구고속도로를 이용할 수 있다.

## 주요 경유지
- 순창군
  - 금과면 방축삼거리 - 방축리 - 방축육교 - 매우리 - 모정교 - 동전리 - 수양리
  - 풍산면 유정리 - 반월리 - 풍산초등학교 - 풍산면 행정복지센터 - 풍산 교차로
  - 순창읍 대정 교차로 - 순창 나들목 - 순창삼거리 - 사정1교 - 사정2교 - 유등사거리 - 남계리
  - 유등면 창신리 - 창신육교 - 건곡리 - 오산사거리 - 파출소삼거리 - 유등면 행정복지센터 - 유등초등학교 - 내이삼거리 - 순창생활체육운동장 - 유촌대교 - 유천교 - 유촌삼거리 - 책암교

- 남원시
  - 대강면 입암리 - 평촌삼거리 - 평촌리 - 송대리 - (송강지) - 강석리 - 대강파출소 - 대강면 행정복지센터 - 대강초등학교 - 석촌삼거리 - 사석리 - 석촌2교
  - 금지면 석촌2교 - 석촌3교 - 석촌1교 - 상귀1교 - 상귀리 - 상귀삼거리 - 상귀교 - 귀석사거리 - 하도리 - 요천대교
  - 송동면 요천대교 - 요천삼거리 - 세전리 - 연산리 - 연산사거리 - 장포리 - 송기리 - 송동면소재지 교차로 - 송동교 - 송동중학교 - 흑송리 - 안계삼거리 - 부석교 - 장국리
  - 노암동 남원제일고등학교 - 노암교 - 노암사거리 - 승사교 남단 - 노암동 행정복지센터 - 켄싱턴리조트 - 관광단지사거리 - 신촌삼거리 - 신촌동
  - 주천면 용담리 - 호기리 - 장안사거리

## 중복 구간
- 순창군 풍산면 풍산 교차로 ~ 순창읍 유등사거리 : 국도 제27호선과 중복
- 남원시 대강면 평촌삼거리 ~ 석촌삼거리 : 국도 제13호선과 중복
- 남원시 대강면 평촌삼거리 ~ 대강면 행정복지센터 : 국도 제21호선과 중복
- 남원시 대강면 (송강지) ~ 대강파출소 : 지방도 제745호선과 중복

## 도로명
- 순창군 금과면 방축삼거리 ~ 풍산면 풍산 교차로 : 금풍로
- 순창군 풍산면 풍산 교차로 ~ 순창읍 대정 교차로 : 옥순로
- 순창군 순창읍 대정 교차로 ~ 순창삼거리 : 순창로
- 순창군 순창읍 순창삼거리 ~ 유등사거리 : 대동로
- 순창군 순창읍 유등사거리 ~ 남원시 대강면 평촌삼거리 : 유등로
- 남원시 대강면 평촌삼거리 ~ 금지면 귀석사거리 : 섬진로
- 남원시 금지면 귀석사거리 ~ 노암동 노암사거리 : 노송로
- 남원시 노암동 노암사거리 ~ 승사교 남단 : 쑥고개로
- 남원시 노암동 승사교 남단 ~ 신촌삼거리 : 소리길
- 남원시 노암동 신촌삼거리 ~ 주천면 장안사거리 : 원천로